# DKW RT 350

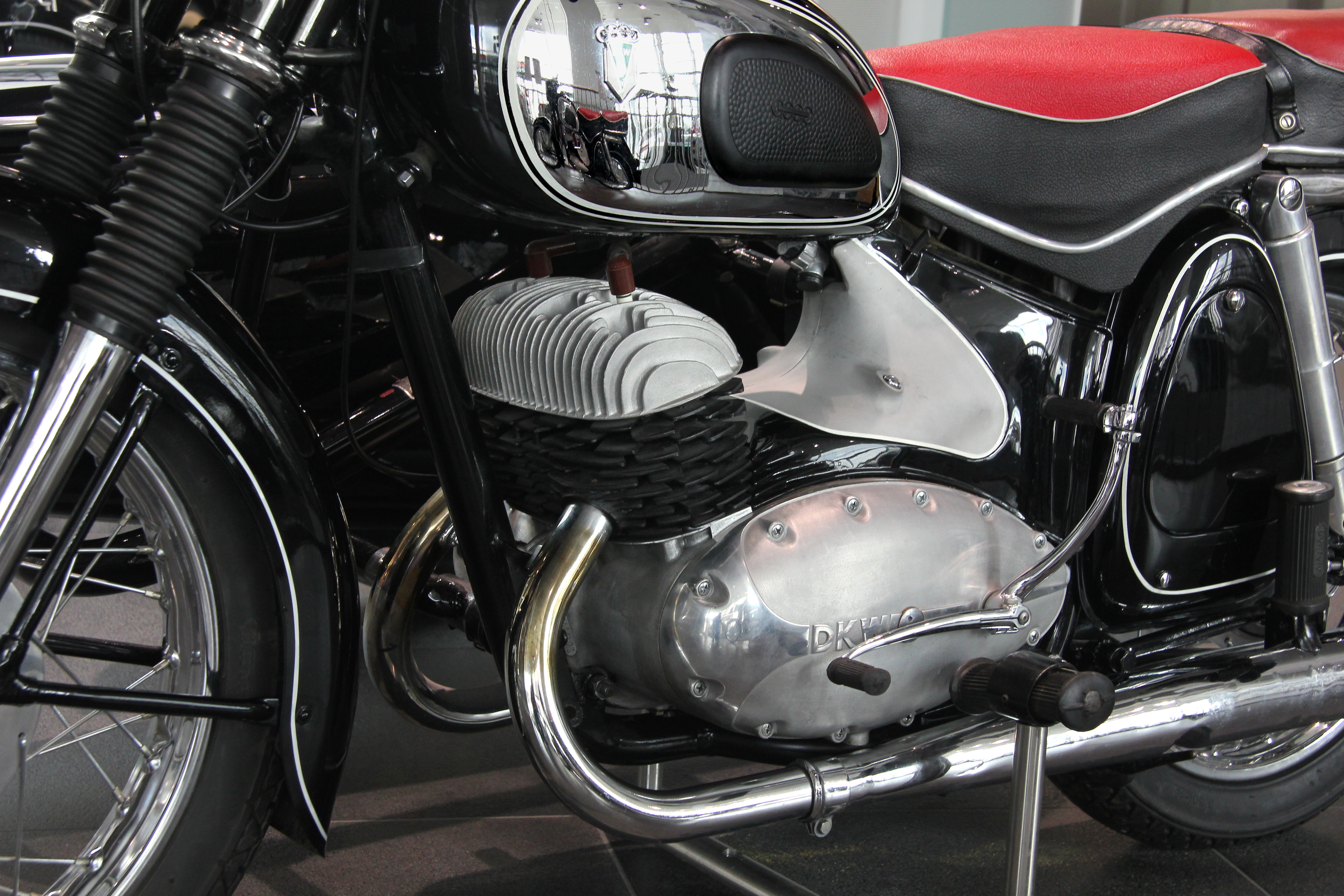
Motor der DKW RT 350 S

Die DKW RT 350 war das größte Motorrad der Auto Union GmbH in Ingolstadt. Gebaut wurde es von 1954 bis 1956 – seit 1955 als DKW RT 350 S –, nachdem es 1953 auf der IFMA in Frankfurt vorgestellt worden war. Nach anfänglich guter Nachfrage gingen die Verkaufszahlen schnell zurück, sodass von 1955 bis zum Ende der Produktion nur 5290 Stück hergestellt wurden. Die DKW RT 350 kam im Frühling 1955 in den Verkauf.

## Technik

### Antrieb und Kraftübertragung
Die DKW RT 350 S hatte einen Zweitakt-Paralleltwin-Motor mit gegenläufigen Kolben und Umkehrspülung, der sich durch geringe Vibrationen und Laufruhe auszeichnete. Mit einem Auspuffgeräusch von 85 Phon war der Motor außerdem leise. Er hatte einen Bing-Vergaser mit einer speziellen Starterdüse, die vom Lenker aus für den Kaltstart zugeschaltet werden konnte und einen Kraftstofftupfer überflüssig machte. Der Vergaser saß, wie bei allen ab Herbst 1953 gebauten RT-Modellen, unter einer glattflächigen Verkleidung. Auffallend waren die unterbrochenen Kühlrippen („Stachelrippen“), die die Kühlung gegenüber der herkömmlichen Form verbesserten. Eine Besonderheit war ebenso die von der Auto Union selbst entwickelte und selbst hergestellte Elektrik mit zwei voneinander unabhängig verstellbaren Zündunterbrechern und zwei Zündspulen. Der Laderegler war nicht wie allgemein üblich an der Lichtmaschine angebracht, sondern im rechten Seitenkasten.
Der Motor mit einem Hubraum von 348 cm³ leistete 18,5 PS. Eine höhere Leistung wäre laut Hersteller zu erzielen gewesen, allerdings nicht ohne stärkeren Verschleiß beim Einsatz des Motorrades. Im Solobetrieb beschleunigte die RT 350 von null auf 80 km/h in 10 Sekunden. Die Höchstgeschwindigkeit lag solo bei 120 km/h, mit zwei Personen bei 115 km/h und mit Seitenwagen bei 90 km/h. Der Normverbrauch war mit 3,8 l/100 km angegeben. Der Motorradtester Ernst Leverkus nannte 5,2 Liter für die Solomaschine und 7,4 l/100 km als höchsten Verbrauch bei extremer Beanspruchung.
Eine Duplex-Hülsenkette B 9,5 × 4,9 übertrug die Kraft von der Kurbelwelle zum fußgeschalteten Getriebe und eine staubdicht gekapselte Rollenkette von dort zum Hinterrad. Die Mehrscheibenkupplung lief im Ölbad. Zur Erleichterung von Reparaturarbeiten oder zur Anpassung der Übersetzung an Seitenwagenbetrieb ließ sich das Getriebe nach Abnahme der Kupplung unabhängig vom Motor ausbauen.

### Rahmen und Fahrwerk
Die DKW RT 350 hatte einen geschlossenen verschweißten Stahlrohrrahmen mit Seitenwagenanschluss, eine pneumatisch gedämpfte Teleskopgabel und in der ersten Ausführung (Prototyp) eine hintere Geradwegfederung. Die Modelle mit Geradwegfederung waren zwar auf Messen gezeigt worden, als die RT 350 zum Verkauf kam, hatte sie eine Hinterradschwinge. Als RT 350 S erhielt sie 1955 eine Hinterradschwinge mit hydraulisch gedämpften Federbeinen, wobei das S in der Typbezeichnung auf diese Ausführung hindeutete. Je nach Bedarf konnte die Hinterradfederung auf „Hart“ oder „Weich“ bzw. auf Solo- oder Seitenwagenbetrieb umgestellt werden.
Die Trommeln der beiden Vollnabenbremsen hatten einen Durchmesser von 180 mm. Die Vorderradbremse wurde mechanisch mit Seilzug betätigt, die Hinterrad- und Seitenwagenbremse hydraulisch. Beide Räder hatten Steckachsen, um einen leichten Ein- und Ausbau zu ermöglichen.

## Ausstattung
In der ersten Ausführung hatte die DKW RT 350 einen Schwingsattel, der 1955 durch das auch bei den kleineren DKW-Modellen eingeführte Sitzkissen ersetzt wurde. Auf Wunsch und gegen Aufpreis war eine Doppelsitzbank lieferbar. Die Hupe war in den Scheinwerfer integriert.
Öl und Benzin wurden bei diesem Zweitaktmotorrad getrennt getankt und mithilfe einer im 17-Liter-Tank eingebauten Einrichtung selbsttätig im Verhältnis 1 : 25 gemischt. Zuerst war das Öl einzufüllen, dann das Benzin.

## Binder-Seitenwagen

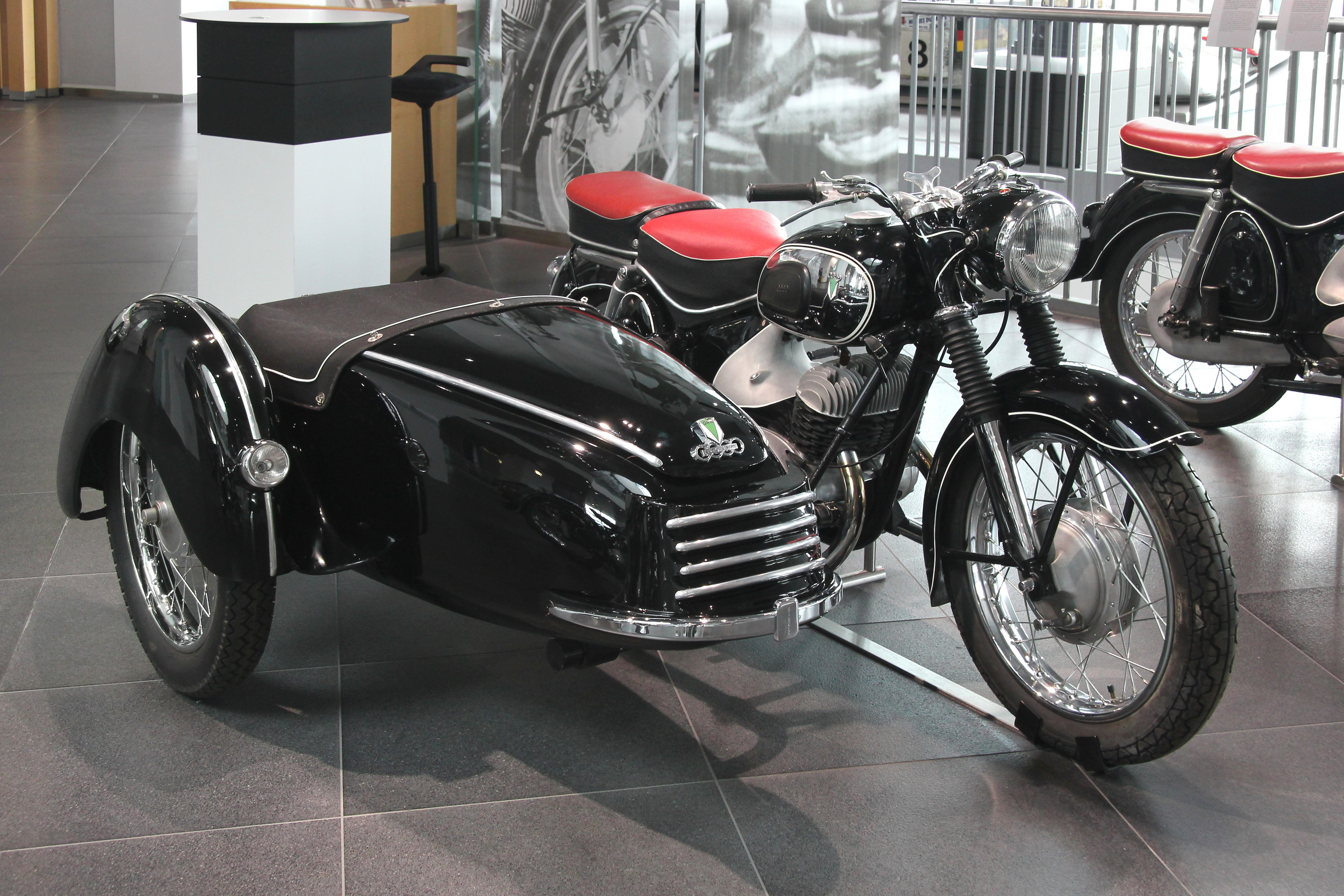
Gespann mit Binder-Seitenwagen

Speziell für DKW-Motorräder baute die Metallwarenfabrik Reichertshofen von Karl Binder einen Seitenwagen, dessen Bug und Heck in der Gestaltung den DKW-Automodellen angepasst war. Um leicht einsteigen zu können, war das Oberteil der Karosserie aufzuklappen (nicht jedoch beim Standardmodell). Außerdem hatte dieser Beiwagen einen verhältnismäßig großen Kofferraum. Die Spurweite des Gespanns mit gebremstem dritten Rad betrug 110 cm, das Leergewicht 245 kg.
Das erste DKW-Binder-Gespann wurde 1952 auf der IFMA in Frankfurt ausgestellt, 1956 endete die Produktion nach rund 800 gebauten Einheiten; acht Stück konnten pro Woche produziert werden. Danach wandte sich Binder wieder der Herstellung anderer Blecherzeugnisse zu, unter anderem der Herstellung von Karosserieteilen für die Automobilindustrie. Ein Binder-Seitenwagen mit aufklappbarem Oberteil kostete 595,00 DM, die Standardausführung 480,00 DM.

## Technische Daten
| Baujahre              | 1955–1956                                                                                |                               |                               |                               |                               |
| Motor                 | fahrtwindgekühlter Zweizylinder-Zweitakt-Reihenmotor mit 180° Kurbelversatz, Kickstarter |                               |                               |                               |                               |
| Steuerung             | Schlitzsteuerung                                                                         |                               |                               |                               |                               |
| Ladungswechsel        | Umkehrspülung                                                                            | Umkehrspülung                 | Umkehrspülung                 | Umkehrspülung                 | Umkehrspülung                 |
| Bohrung × Hub         | 62 mm × 58 mm                                                                            |                               |                               |                               |                               |
| Hubraum               | 348 cm³                                                                                  |                               |                               |                               |                               |
| Verdichtung           | 6,3–6,5 : 1                                                                              |                               |                               |                               |                               |
| Nennleistung          | 18,5 PS (13,6 kW) bei 5000/min                                                           |                               |                               |                               |                               |
| max. Drehmoment       | 2,85 kpm (27,9 Nm) bei 3500/min                                                          |                               |                               |                               |                               |
| Gemischaufbereitung   | Bing-Schrägdüsenstartvergaser, Ansaugdurchmesser 26 mm                                   |                               |                               |                               |                               |
| Schmierung            | Zweitaktgemisch 1 : 25                                                                   |                               |                               |                               |                               |
| Zündung               | Batteriezündung, kontaktgesteuert                                                        |                               |                               |                               |                               |
| Lichtmaschine         | 6 V – 70/90 W                                                                            |                               |                               |                               |                               |
| Bordspannung          | 6 V                                                                                      |                               |                               |                               |                               |
| Kupplung              | Mehrscheibenkupplung im Ölbad                                                            |                               |                               |                               |                               |
| Getriebe              | 4-Gang-Wechselgetriebe, klauengeschaltet, mit Fußschalthebel                             |                               |                               |                               |                               |
| Sekundärübersetzung   | 19/46, 16/46 als Gespann                                                                 |                               |                               |                               |                               |
| Endantrieb            | Rollenkette                                                                              |                               |                               |                               |                               |
| Rahmen                | geschlossener Stahlrohrrahmen                                                            | geschlossener Stahlrohrrahmen | geschlossener Stahlrohrrahmen | geschlossener Stahlrohrrahmen | geschlossener Stahlrohrrahmen |
| Maße (L × B × H)      | 2080 × 660 × 970 mm                                                                      |                               |                               |                               |                               |
| Radstand              | 1350 mm                                                                                  |                               |                               |                               |                               |
| Sitzhöhe              | 750 mm                                                                                   |                               |                               |                               |                               |
| Radaufhängung vorn    | Teleskopgabel, pneumatisch gedämpft, 140 mm Federweg                                     |                               |                               |                               |                               |
| Radaufhängung hinten  | Langarmschwinge, hydraulisch gedämpft, 100 mm Federweg                                   |                               |                               |                               |                               |
| Felgengröße vorn      | Drahtspeichenrad, 2,15 × 18″                                                             |                               |                               |                               |                               |
| Felgengröße hinten    | Drahtspeichenrad, 2,15 × 18″                                                             |                               |                               |                               |                               |
| Bereifung vorn        | 3,50–18″                                                                                 |                               |                               |                               |                               |
| Bereifung hinten      | 3,50–18″                                                                                 |                               |                               |                               |                               |
| Bremse vorn           | Vollnabenbremse, Ø 180 mm, seilzugbetätigt                                               |                               |                               |                               |                               |
| Bremse hinten         | Vollnabenbremse, Ø 180 mm, hydraulisch betätigt                                          |                               |                               |                               |                               |
| Leergewicht           | 176 kg (als Gespann 245 kg)                                                              |                               |                               |                               |                               |
| zul. Gesamtgewicht    | 340 kg                                                                                   |                               |                               |                               |                               |
| Tankinhalt            | 17 l (Reserve: 2,5 l)                                                                    |                               |                               |                               |                               |
| Normverbrauch (a)     | 3,8 l/100 km                                                                             |                               |                               |                               |                               |
| Höchstgeschwindigkeit | solo 120 km/h, mit 2 Personen 115 km/h, 90 km/h als Gespann                              |                               |                               |                               |                               |
| Verkaufspreis         | 2250,00 DM                                                                               |                               |                               |                               |                               |